# Mucius
Mucius (weibliche Form Mucia) war das Nomen der plebejischen gens Mucia, einer alten Familie der Römischen Republik. Der bedeutendste Zweig der Familie trug das Cognomen Scaevola („Linkshand“; zu den Angehörigen siehe dort).
Familienangehörige außerhalb des Zweigs der Scaevolae:
- Quintus Mucius Orestinus, Volkstribun 64 v. Chr.
- Titus Mucius Clemens, ritterlicher Offizier des 1. Jahrhunderts n. Chr.
- Publius Mucius Verus, ritterlicher Amtsträger zu Beginn des 3. Jahrhunderts n. Chr.